# ワイエムエヌ
株式会社ワイエムエヌ（YMN）は、日本の芸能事務所である。本社を東京都渋谷区におく。

## 所属者
モデル
- 神戸蘭子 - 業務提携
- クレア
- 道端アンジェリカ - 業務提携

タレント
- 嶋大輔 - 業務提携
- ちゃんもも◎
- 村雨辰剛 【庭師】
- 宮越愛恵 - 業務提携
- 彩島圭叶
- 西野夢菜
- 多昌健人

アーティスト
- 更科あかね（画家）
- 渡部秋彦（陶芸家）
- AYA（フィットネスプロデューサー）
- ななせ（作家）
- IPPEI - 業務提携
- 武井ジョージ（ゴルフプロコーチ）
- 山口明美- 業務提携
- 山口俊- 業務提携 元プロ野球選手
- BON. 井上
- Hana Laverick

俳優
- 福田朱子（元SDN48）
- 都築美咲
- 玉置優允
- 花屋ユウ

エンターテイナー
- マルザ（プロマジシャングループ）- 業務提携

アスリート
- 足立和也（東京2020オリンピック/カヌー日本代表選手）
- 八木愛莉（カヌー女子日本代表選手）
- 黒枝士揮（プロロードレーサー/黒枝兄弟<兄>）
- 黒枝咲哉（プロロードレーサー/黒枝兄弟<弟>）
- 清水裕翔（プロハンドボール選手）

## 過去の所属者
モデル
- 門倉亜美
- 大川華曜子

タレント
- 杉ゆかり
- 宮本行
- 入野佳子
- 木川るみ（元SDN48）
- 石丸浩之
- 袴田彩会
- 高木加織
- 清水ゆう子
- 遠藤明子
- 茜結
- 吉田里深
- 上運天美聖
- 小野らら
- 飯野雅（元AKB48）
- 小倉早貴
- 西田のん

アーティスト
- Bro.KORN（バブルガム・ブラザーズ）
- 名取愛加

俳優
- 米重晃希
- 二色薫子
- 山咲千里 - 業務提携

エンターテイナー
- なべおさみ
- なべやかん
- ルサンチマン浅川
- 東洋丸
- 三平×2みひらさんぺい
- 見た目が邦彦